# Genji
För familjen Genji, se Minamoto. För sagan om Genji, se Genji monogatari. För videospelet Genji, se Genji: Dawn of the Samurai.
Genji (japanska: 元治?, Genji) (20 februari 1864–7 april 1865) är en period i den japanska tideräkningen under kejsare Komeis regeringsperiod. Perioden inleddes för att fira en ny 60-årscykel i den kinesiska kalendern. Den varade endast ett drygt år och ersattes av Keiō efter Hamaguri-upproret.